# Mareca
Genre
Mareca est un genre d'oiseaux de la famille des Anatidae. Il comprend six espèces de canards dont une éteinte.

## Liste des espèces
Selon la classification de référence du Congrès ornithologique international (version 15.1, 2025) ce genre comporte six espèces :
| Nom binominal, nom vernaculaire et auteur                    | Nombre de sous-espèces (nombre de ssp éteintes) | Répartition géographique | Statut UICN mondial | Image            |
| ------------------------------------------------------------ | ----------------------------------------------- | ------------------------ | ------------------- | ---------------- |
| Mareca strepera (Canard chipeau) (Linnaeus, 1758)            | 2 (1)                                           |                          | (LC)                | - mâle - femelle |
| Mareca falcata (Canard à faucilles) (Georgi, 1775)           | Monotypique                                     |                          | (LC)                | - mâle - femelle |
| Mareca penelope (Canard siffleur) (Linnaeus, 1758)           | Monotypique                                     |                          | (LC)                | - mâle - femelle |
| Mareca sibilatrix (Canard de Chiloé) (Poeppig, 1829)         | Monotypique                                     |                          | (LC)                | - mâle           |
| Mareca americana (Canard d'Amérique) (Gmelin, JF, 1789)      | Monotypique                                     |                          | (LC)                | - mâle - femelle |
| Mareca marecula (Canard d'Amsterdam) Olson & Jouventin, 1996 | Monotypique                                     |                          | (EX)                |                  |

## Systématique
Le nom valide complet (avec auteur) de ce taxon est Mareca Stephens, 1824.